# Стригинська сільська рада
Стригинська сільська́ ра́да (біл. Стрыгінскі сельсавет) — адміністративно-територіальна одиниця у складі Березівського району Берестейської області Білорусі. Адміністративний центр — село Стригинь.

## Склад
Населені пункти, що підпорядковувалися сільській раді станом на 2009 рік:
| Населений пункт | Тип  | Населення, осіб (2009) |
| --------------- | ---- | ---------------------- |
| Високе          | село | 64                     |
| Головицькі      | село | 69                     |
| Мостики         | село | 123                    |
| Нове            | село | 153                    |
| Пересудовичі    | село | 127                    |
| Пузи            | село | 48                     |
| Совино          | село | 137                    |
| Стригинь        | село | 695                    |

## Населення
За переписом населення Білорусі 2009 року чисельність населення сільської ради становила 1416 осіб.

### Національність
Розподіл населення за рідною національністю за даними перепису 2009 року:
| Національність | Осіб | Відсоток |
| -------------- | ---- | -------- |
| білоруси       | 1371 | 96,82 %  |
| росіяни        | 29   | 2,05 %   |
| українці       | 15   | 1,06 %   |
| татари         | 1    | 0,07 %   |
| Разом          | 1416 | 100 %    |